# بحار
البحّار هو الشخص الذي يبحر على متن السفن والقوارب في عرض البحر وهو جزء من الطاقم البحري لأي سفينة سواءً كان هو ربان السفينة الذي يقودها أو كان مساعداً في عملية الإبحار عبر عدة مهام مختلفة.

## ظروف العمل
ظروف عمل البحّارة والمدة التي يقضونها على اليابسة بين رحلة بحرية وأخرى تختلف حسب نوعية العمل الذي يمارسونه على سطح السفينة وحسب شروط العقد الذي ابرموه مع مجهز السفينة. في العصور الفيكتورية كان هناك شؤم اجتماعي مستمد من عمل البحّارة حيث كان العديد منهم يموت في رحلات الصيد ولا يعود، وتأثر الكثير بهذه الأحداث ورُسمت لوحات عديدة تصوّر مشهد فقدان البحّارة من أشهرها لوحة فجر بلا أمل للفنان البريطاني فرانك براملي عام 1888.

## وصلات خارجية
- وظائف النقل البحري نسخة محفوظة 29 سبتمبر 2007 على موقع واي باك مشين.
- معنى مصطلح بحار
- خط مساعدة البحارة على شبكة الانترنت (أونلاين)

|          | اليوم الأول | اليوم الثاني | اليوم الثالث |
| -------- | ----------- | ------------ | ------------ |
| 4am-8am  | فريق 1      | فريق 1       | فريق 1       |
| 8am-12pm | فريق 2      | فريق 2       | فريق 2       |
| 12pm-4pm | فريق 3      | فريق 3       | فريق 3       |
| 4pm-8pm  | فريق 1      | فريق 1       | فريق 1       |
| 8pm-12am | فريق 2      | فريق 2       | فريق 2       |
| 12am-4am | فريق 3      | فريق 3       | فريق 3       |